# Roussanne

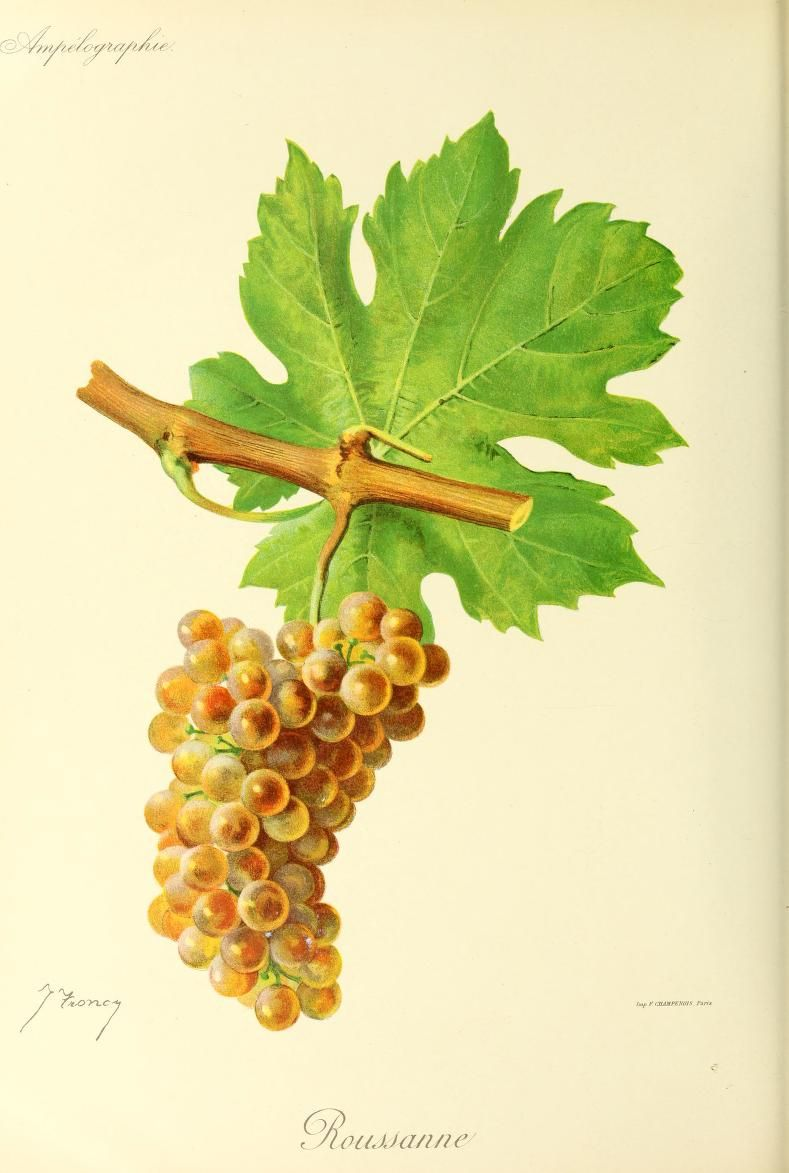
Racimo de roussanne en la obra de Viala y Vermorel.

La roussanne es una uva blanca de vino originaria del Ródano, Francia, donde es mezclada a menudo con la marsanne. Es una de las dos variedades blancas, junto con la marsanne, permitida en las AOC del norte del Ródano de Crozes-Hermitage, Hermitage y Saint-Joseph. En la AOC del sur del Ródano de Châteauneuf-du-Pape es una de las seis variedades blancas permitidas, junto con la garnacha blanca, la piquepoul blanc, la clairette blanche, la bourboulenc y la picardan. En la AOC Châteauneuf-du-Pape está permitido mezclar la roussanne con variedades tintas. En Europa también se encuentra en Creta (Grecia), la Toscana (Italia) y España. Esta uva también es plantada en las regiones vitícolas estadounidenses de California, el estado de Washington y Texas, así como en Australia y Chile .
Las uvas se distinguen por tomar un color rojizo cuando están maduras. Roux es "rojo" y russet es "rojizo" en francés. El aroma de roussanne tiene reminiscencias a té de hierbas con flores. En climas cálidos, produce vinos ricos, con cuerpo y con sabores a miel y a pera. En los climas fríos es más floral y delicado, con más acidez. En muchas regiones es una variedad difícil de cultival, presenta vulnerabilidad al moho y tiene poca resistencia a la sequía y al viento, madura tarde y/o con una maduración desigual y los rendimientos son irregulares.

## Viticultura y vinificación

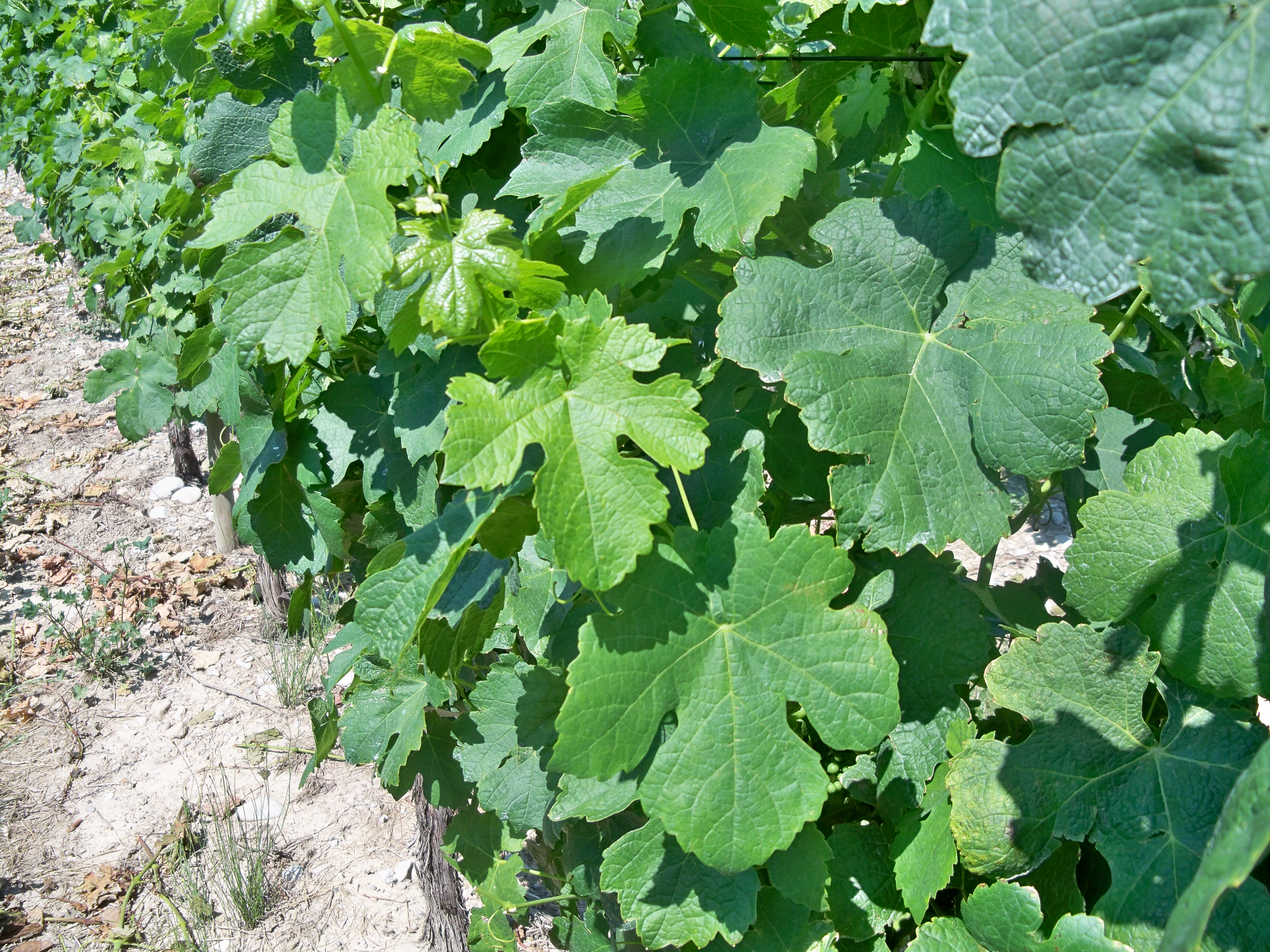
Hojas de una vides roussanne.

Las vides de roussanne maduran tarde y se caracterizan por sus rendimientos irregulares, que pueden disminuir debido a su poca resistencia al viento. La vid también es susceptible al oídio y a la podredumbre, lo que la hace una variedad difícil de cultivar. En los últimos años, el desarrollo de mejores clones ha alivado algunas 
de estas dificultades. La uva prefiere una larga estación de crecimiento pero debe ser cosechada antes de que su potencial alcohólico alcance el 14%, para que el vino resultante sea equilibrado. Si se cosecha demasiado pronto, la uva tendrá una gran acidez. Durante la vinificación, la rousanne puede ser propensa a la oxidación si el productor no la trata con cuidado. A este vino puede beneficiarle la influencia del roble. En las mezclas, la roussanne añade a los vinos aroma, elegancia, acidez, potencial de crianza y la posibilidad de mejorar en la botella.

## Regiones

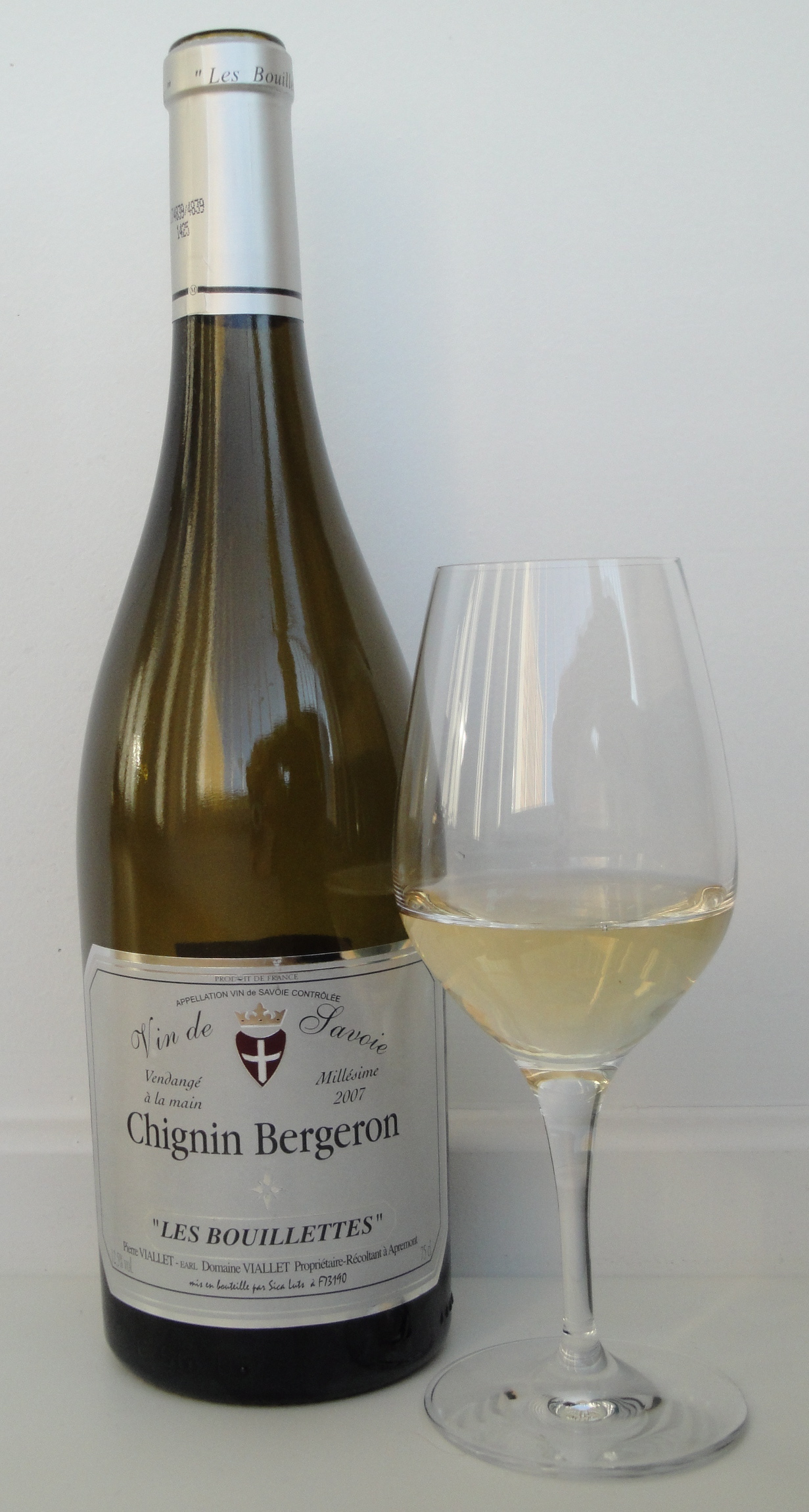
Un vino de Saboya producido al 100% de roussanne. A diferencia de en otras muchas AOC francesas, la variedad está mencionada en la etiqueta frontal, aunque usando el sinónimo local "bergeron".

Se cree que la roussanne se originó en el norte del Ródano, donde sigue siendo un componente importante en los vinos AOC Crozes-Hermitage, Hermitage, Saint-Joseph y Saint-Péray. En estas AOC es usado para hacer vinos normales y espumosos. En los últimos años, las plantaciones de roussanne han ido en declive, al tiempo que la marsanne ganaba más extensión en el norte del Ródano de debido a su alta productividad y a su fácil cultivo. En el sur del Ródano, la roussanne es un componente principal de los vinos blancos de Châteauneuf-du-Pape. En esa AOC puede suponer el entre el 80 y el 100% del vino. También se puede encontrar en varios vinos blancos de la AOC Côtes du Rhône. Fuera del Ródano, la roussanne está presente en la Provenza y en Languedoc-Rosellón, donde a menudo es mezclada con chardonnay, marsanne y vermentino en algunos vin de pays. En Saboya la uva es conocida como bergeron. En esa región produce vinos muy aromáticos en Chignin.
Fuera de Francia crece en las regiones italianas de Liguria y la Toscana, donde es una variedad permitida en el vino DOC Montecarlo Bianco. Se cree que fue llevada a Australia para ser mezclada con la shiraz. Documentos de 1882 han demostrado la presencia de plantaciones de roussanne en Victoria. Hoy es empleada como un componente de mezcla y para vinos monovarietales. En California, es ampliamente plantada en la AVA Central Coast y en el norteño condado de Yuba. También ha sido plantada recientemente en los Altos del Golán para producir vino en Israel.
En el estado de Washington, la primera plantación experimental de roussanne fue realziada por la bodega White Heron Cellars en 1990. En los últimos años, las plantaciones han aumentado ya que los productores Ciel du Cheval, Alder Ridge y Destiny Ridge de Washington han experimentado con variedades del Ródano. La roussanne de Washington suele mezclarse con la viognier para darle al vino un sabor a macedonia de frutas, con sabores como manzana, lima, melocotón y cítricos, así como a crema y a miel. La roussanne se ha adaptado bien en la Texas High Plains y se ha logrado una alta calidad.  En Nueva Jersey, la bodega  Unionville Vineyards cultiva roussanne, marsanne y otras variedades del Ródano. Unionville Vineyards comercializó su primer vino marsanne-roussanne en 2015.

## Controversia con la roussanne y la viognier de California
En la década de 1980, el productor Randall Grahm de Bonny Doon Vineyard trajo de contrabando unos esquejes de roussanne que dijo que provenían de un viñedo de Châteauneuf-du-Pape. 
En los reglamentos de California, las vides de fuera del estado deben pasar una cuarentena y una inspección para detectar enfermedades de la uva, así como para realizarles una identificación en la Universidad de California en Davis. Grahm importó estos esquejes en su maleta y los plantó en su propio viñedo de Santa Cruz Mountains. Empezó a producir vinos como los del Ródano mezclándo esa uva con la marsanne. En 1994, Grahm vendió algunas vides de roussanne al vivero Sonoma Grapevine, uno de los mayores del estado, para que empezasen a propagarlas y a venderlas a otros viveros y bodegas del estado. Una de las bodegas que compró estas vides fue Caymus Vineyards, que las plantó en sus viñedos de la AVA Monterey. En 1998, John Alban, de Alban Vineyards, visitó Caymus y notó que su roussanne se parecía más a la viognier. Se enviaron muestras para analizar su ADN y el resultado provó que las plantaciones eran de viognier, al igual que las vides originales de Grahm que supuestamente era de roussanne.

## Vinos

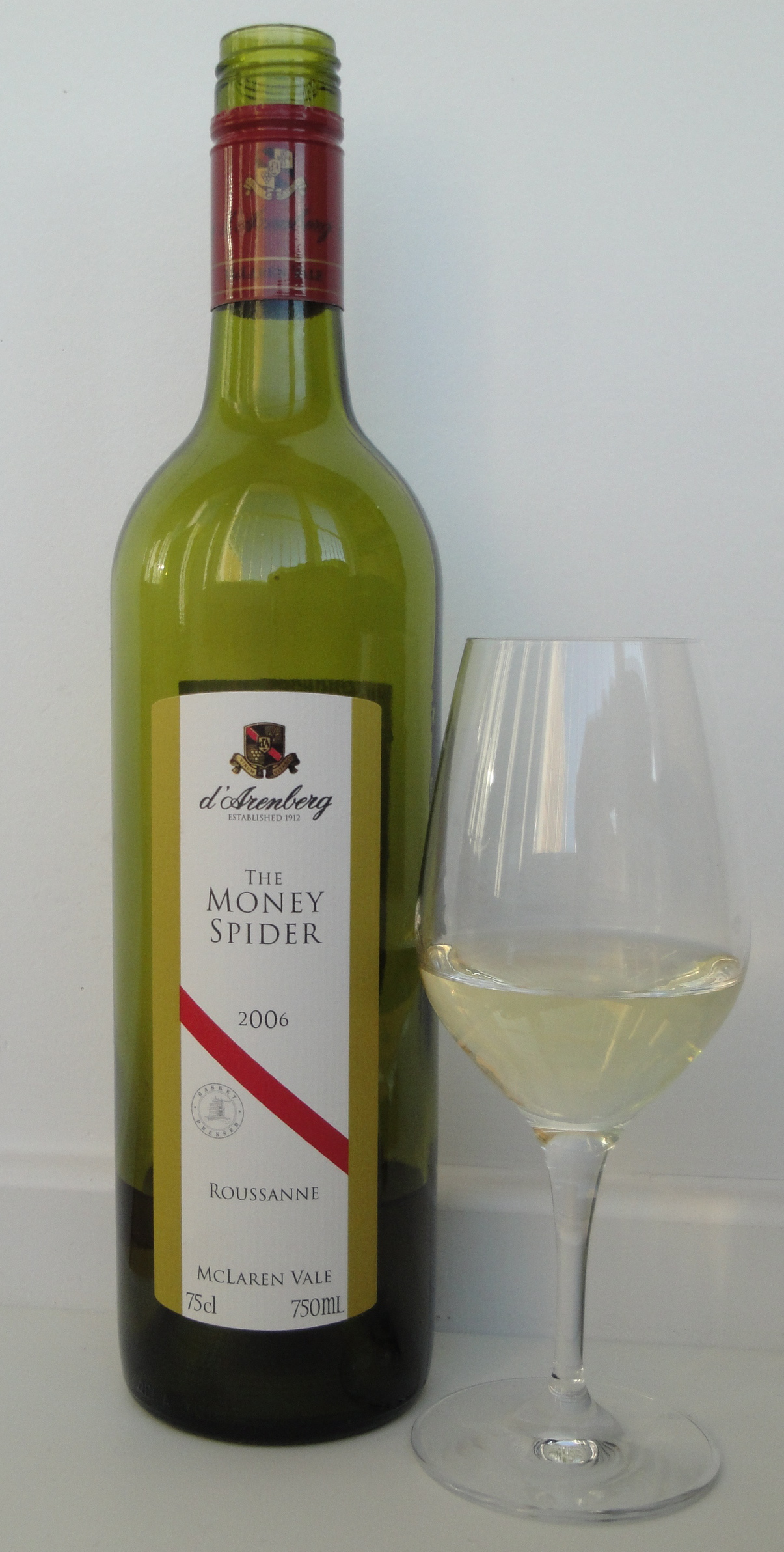
Un vino monovarietal de roussanne de D'Arenberg, Australia.

Los vinos hechos de roussanne se caracterizan por su intenso aroma, que puede tener notas a té de hierbas. Cuando son jóvenes tienen aromas florales, herbales y afrutados, como el aroma a pera, y pasa a mostrar aromas a nueces a medida que envejece. La roussanne de Saboya tiene notas a pimienta y a hierbas.
El experto en vino Oz Clarke ha notado que el vino de roussanne y el vino con un porcentaje mayoritario de roussanne puede consumirse en los primeros 3 o 4 años de juventud, antes de entrar en una "fase muda" donde el vino se cierra aromáticamente hasta que alcanza los 7 u 8 años y desarrollar mayor complejidad y profundidad.

## Sinónimos y confusión con otras variedades
Los sinónimos de esta variedad son barbin, bergeron (sobre todo en Saboya), courtoisie, fromental, fromental jaune, fromenteal, fromenteau, greffon, greffou, martin cot, petite rousette, picotin blanc, plant de seyssel, rabellot, rabelot, ramoulette, rebellot, rebolot, remoulette, roussane, roussane blanc, roussanne blanc, roussette, rusan belyi, rusan blan.
Hay nombres similares de uvas que no están relacionadas con la roussanne. La más destacable es la uva rosada roussanne du Var, que crece en Provenza, y la uva rousette que crece en Saboya y que también es conocida como altesse.